# Nymphalis
Nymphalis is een geslacht van vlinders uit de familie Nymphalidae (vossen, parelmoervlinders en weerschijnvlinders). De geslachten Aglais, Polygonia en Kaniska worden soms als ondergeslacht aangemerkt, maar de meeste auteurs beschouwen deze als aparte geslachten.

## Soorten
- Nymphalis antiopa (Linnaeus, 1758) - Rouwmantel
- Nymphalis californica (Boisduval, 1852)
- Nymphalis cyanomelas (Doubleday, 1848) - Mexicaanse vos
- Nymphalis polychloros (Linnaeus, 1758) - Grote vos
- Nymphalis vaualbum (Esper, 1781) - Gehakkelde vos
- Nymphalis xanthomelas (Esper, 1781) - Oostelijke vos

## Afbeeldingen

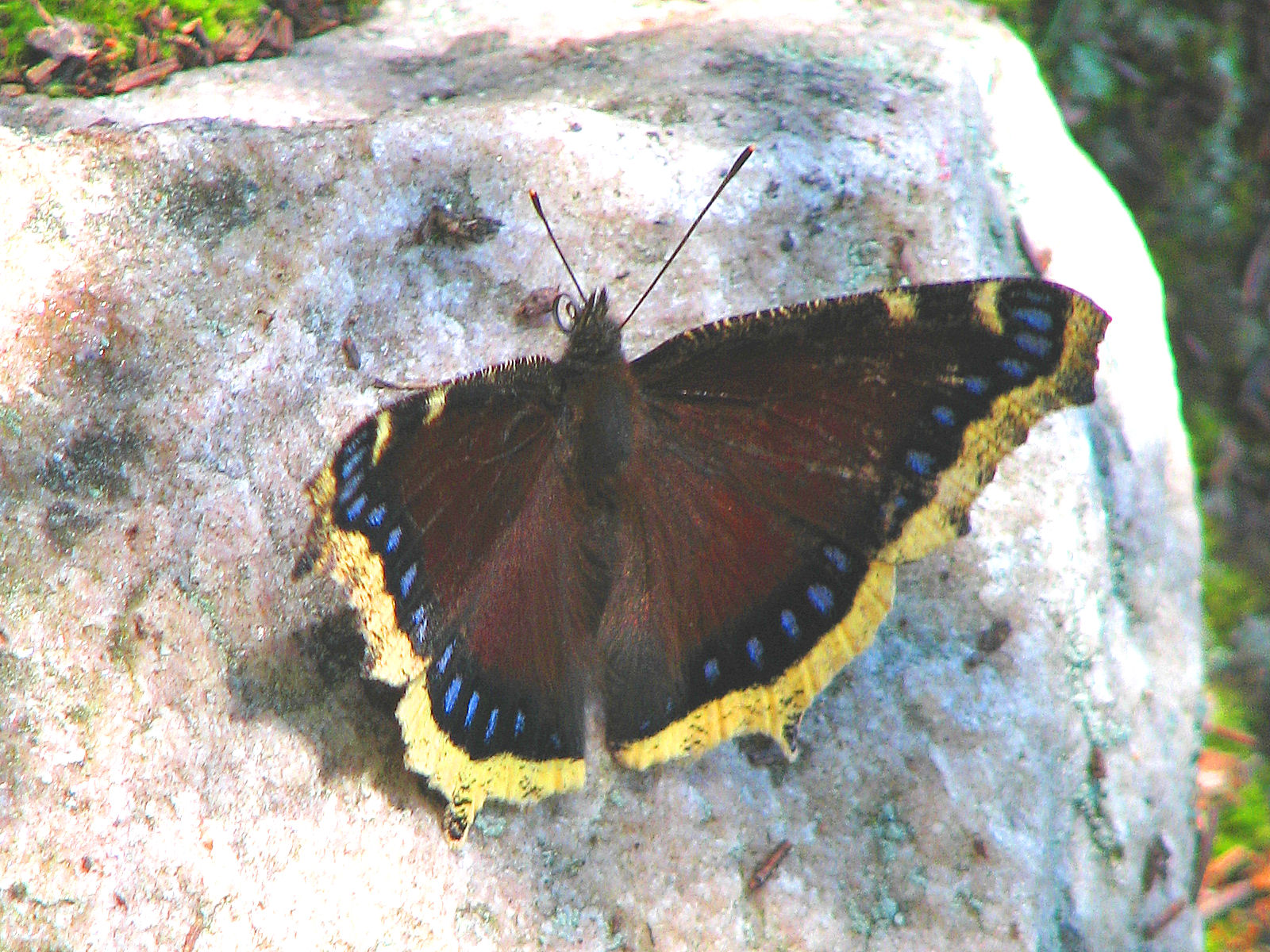
Nymphalis antiopa
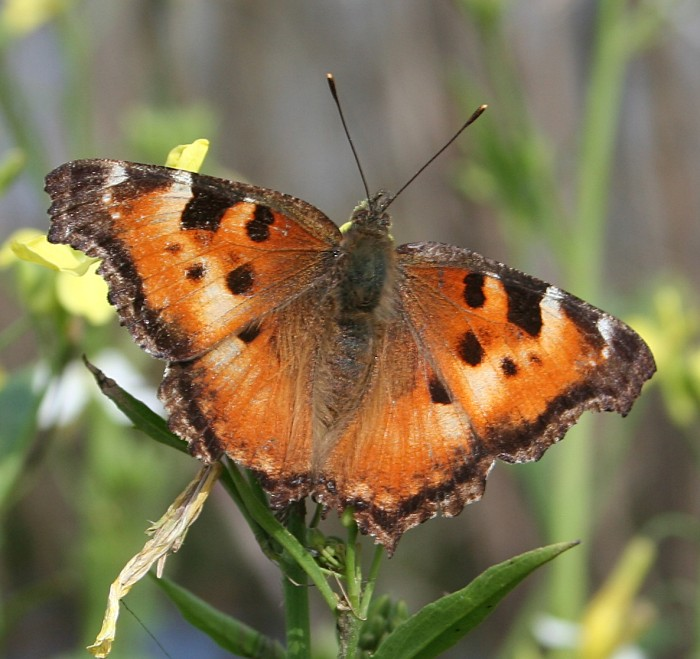
Nymphalis californica
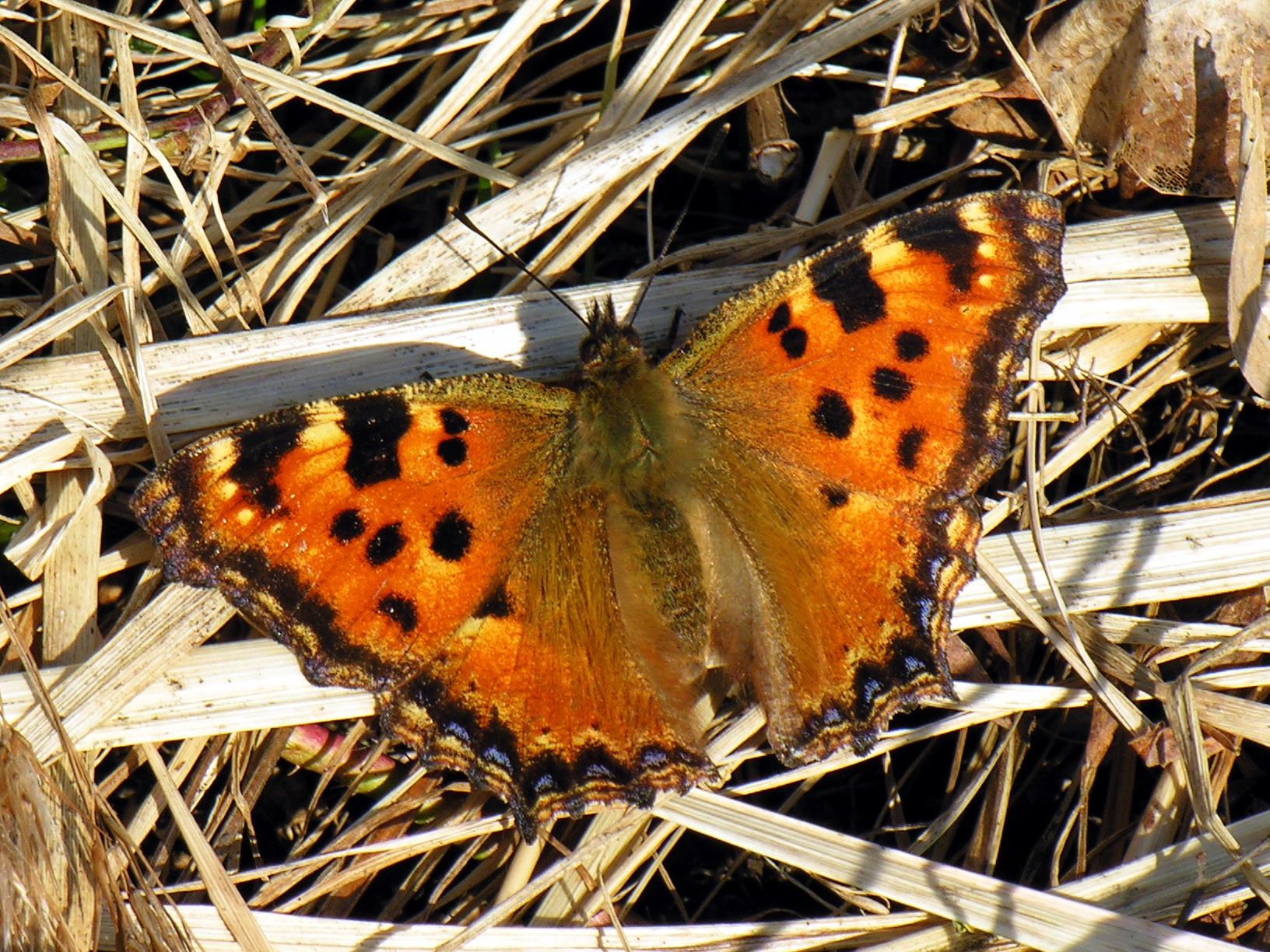
Nymphalis polychloros
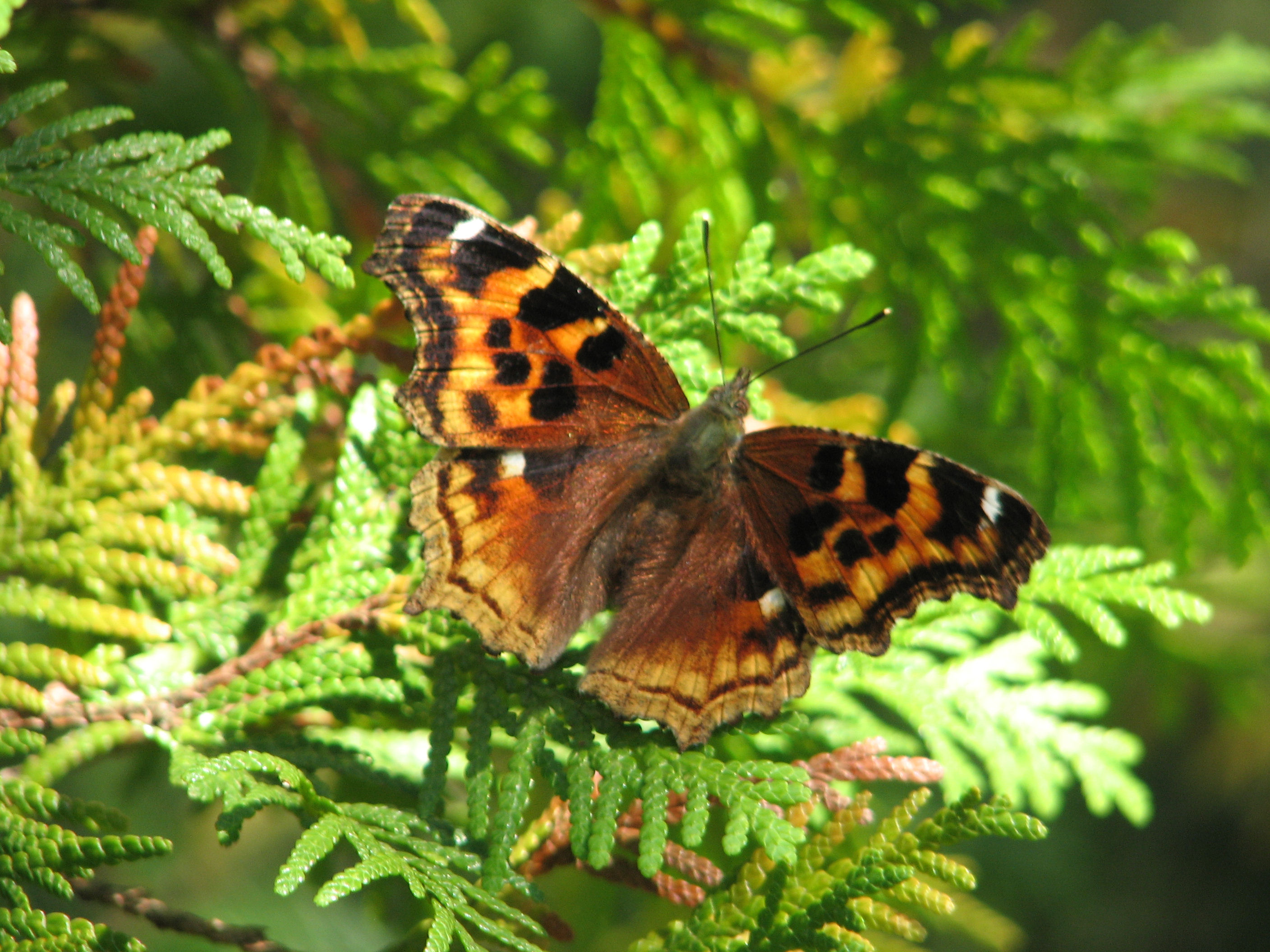
Nymphalis vaualbum
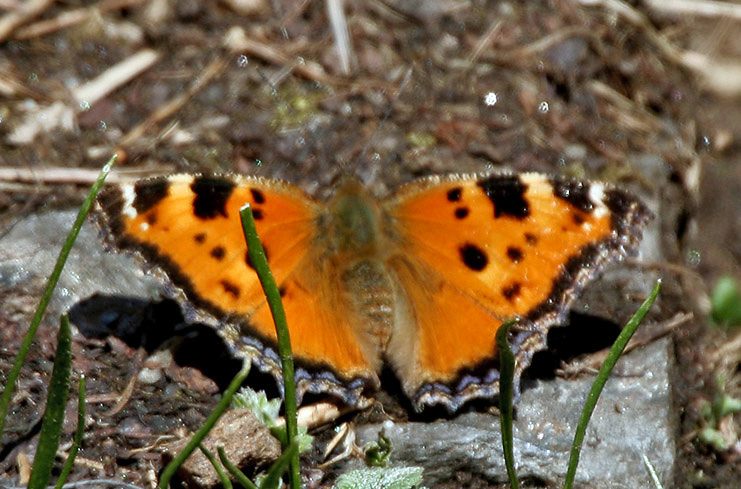
Nymphalis xanthomelas